# Evangelische Kirche (Szczytno)
Die Evangelisch-Augsburgische Kirche in Szczytno (deutsch Ortelsburg) ist ein Bauwerk aus dem beginnenden 18. Jahrhundert. Sie war bis 1945 die Pfarrkirche des evangelischen Kirchspiels Ortelsburg in Ostpreußen und ist es heute noch für die Pfarrei Szczytno in der Diözese Masuren der Evangelisch-Augsburgischen Kirche in Polen.

## Geographische Lage
Die Kreisstadt Szczytno liegt in der südlichen Mitte der polnischen Woiwodschaft Ermland-Masuren am Schnittpunkt der Landesstraßen DK 53 (alte deutsche Reichsstraße 134), DK 57 (Reichsstraße 128) und DK 58. Die Stadt ist Bahnstation an der Bahnstrecke Olsztyn–Ełk (deutsch Allenstein–Lyck).
Die mit ihrem Turm weithin sichtbare Kirche steht im Stadtzentrum an der Ausfallstraße in Richtung Warschau (Landesstraße 57).

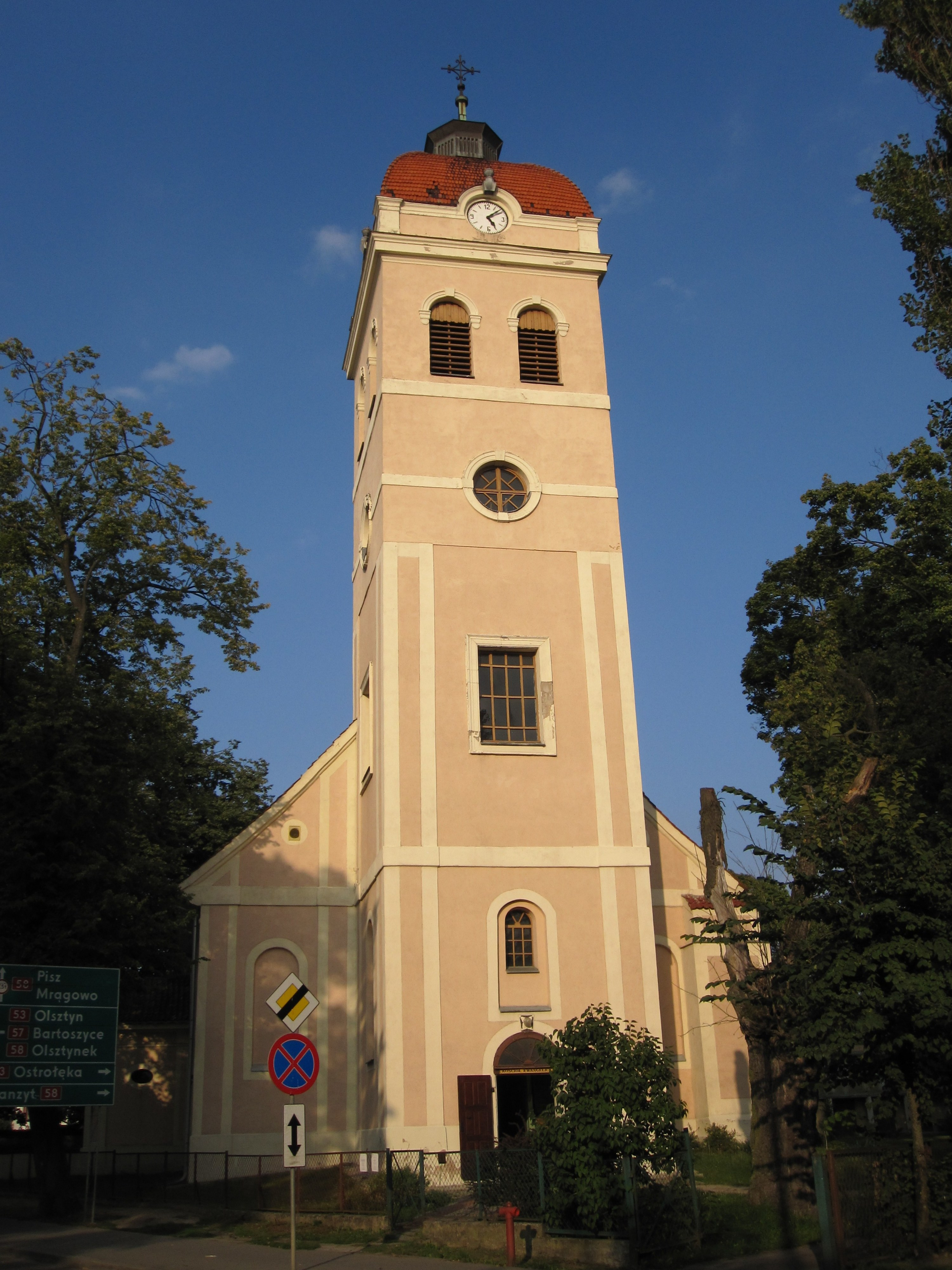
Der massive Kirchturm

## Kirchengebäude

### Baugeschichte, -beschreibung
Bereits in vorreformatorischer Zeit wurde in Ortelsburg eine Kirche errichtet. Es handelte sich um eine sogenannte Ordenskirche aus dem Jahr 1483. Sie war aus Holz und brannte während des Krieges mit Polen 1520–1521 ab. Sie wurde bis 1525 wieder aufgebaut. Im 17. Jahrhundert wurde die Ortelsburger Kirche wiederholt Opfer der Flammen, so 1638, 1653, 1669 und 1698: Jedes Mal wurde das Gotteshaus neu errichtet. Der vorläufig letzte Brand war 1714.
Auf den Fundamenten der alten Kirchen entstand in den Jahren 1717 bis 1719 durch Maurermeister Matz aus Königsberg (Preußen) (heute russisch Kaliningrad) ein neues Gebäude, das 1719 feierlich eingeweiht wurde. König Friedrich Wilhelm I. zeigte sich als Gönner und spendierte 10.000 Mauerziegeln, 20.000 Dachziegeln, 200 Tonnen Kalk, Balken und Bretter. Es entstand ein – später verputzter – Ziegelbau mit vorgelegtem massiven Westturm. Die Ostseite schließt ein mehrfach gebogenen Bogen ab.
Noch im 18. Jahrhundert und wiederum in der ersten Hälfte des 19. Jahrhunderts waren Renovierungsarbeiten erforderlich. Auch 1906 bis 1907 fanden umfangreiche Bauarbeiten statt, in deren Rahmen eine neue Dachdeckung vorgenommen wurde. Im Ersten Weltkrieg litt das Gebäude nicht allzu sehr, und auch nach dem Zweiten Weltkrieg waren 1949 nur kleinere Reparaturen nötig.
Am 10. Oktober 1970 brach in der Kirche wieder ein Feuer aus. Die Brandherde lagen nahe dem Altar und der Orgel, was auf Brandstiftung hindeutete. Die Orgel und das Dach des Turms brannten vollständig nieder. Die gesamte Kirche musste wieder einer Renovierung unterzogen werden. Sie wurde 1972 und 1973 vorgenommen. Mit einem feierlichen Gottesdienst wurde das Gotteshaus am 29. April 1973 wieder in Dienst genommen.
Renovierungsarbeiten waren auch zwischen 2000 und 2005 notwendig und wurden im Innern und am Äußeren der Kirche vorgenommen. Ein Dankgottesdienst setzte am 4. September 2005 dazu den Schlusspunkt.
Im August 2019 feierte die Gemeinde in Szczytno im Beisein hochrangiger Gäste aus Kirche, Politik und Gesellschaft das 300-jährige Jubiläum ihrer Kirche.

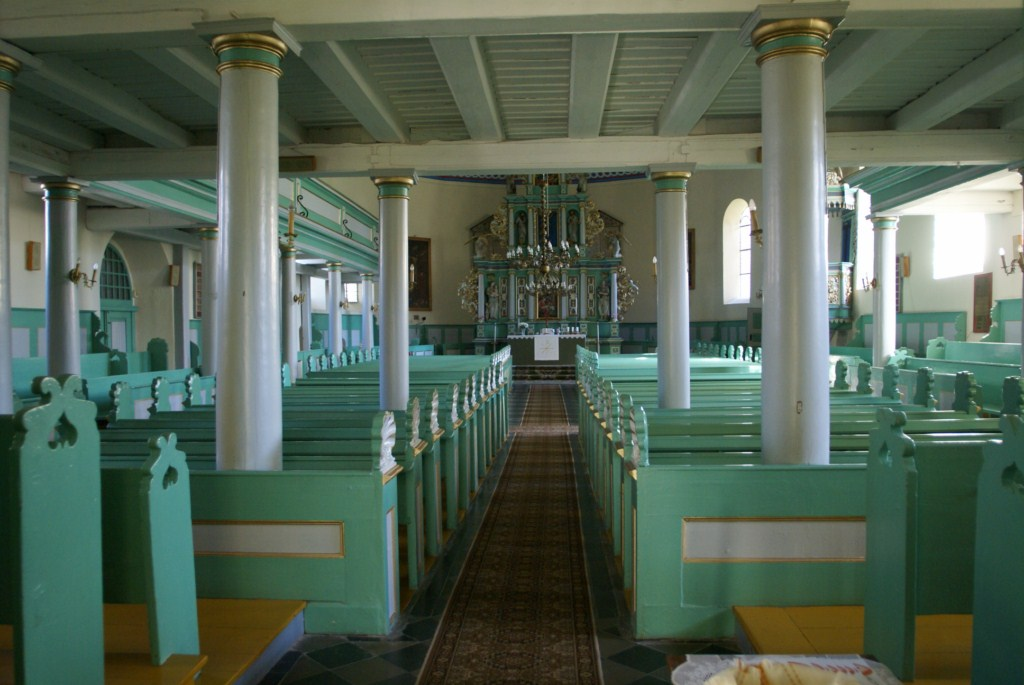
Blick in das Kircheninnere

### Der Kircheninnenraum
Der Innenraum der Kirche hat eine flach gewölbte Holzdecke. In der Sakristei überdeckt ein Kreuzgewölbe den Raum. Die Emporen im Kirchenschiff ruhen auf Holzsäulen.

#### Altar
Der geschnitzte Altar von 1719 stammt wohl aus einer Werkstatt in Danzig. Er zeigt im Hauptgeschoss die Geburt Christi, im Obergeschoss die Kreuzigung Jesu und in der Bekrönung Christi Himmelfahrt. An den Seiten befinden sich Figuren der Maria, der Martha, zweier Apostel sowie von Engeln. Neben dem Kreuzigungsbild sind trauernde Engel abgebildet, während die Himmelfahrt von triumphalen Engeln gesäumt wird. Der Altar insgesamt zeigt Formen des Spätbarocks.
Auf beiden Seiten des Altars hängen Ölgemälde unbekannter Meister. Sie zeigen die Kreuzigung bzw. die Rettung des sinkenden Petrus. Letzteres Bild trägt auf der Rückseite die Jahreszahl 1890.

#### Kanzel
Eine Gedenktafel zeigt an, dass die Kanzel eine Stiftung des Ortelsburger Amtsgerichtsschreibers Christian Fischer und seiner Frau Regina Holzschu ist. Sie wurde 1719 gefertigt und scheint aus der gleichen Werkstatt wie der Altar zu stammen.
Der Kanzelkorb mit reich verziertem Treppenaufgang und Schalldeckel ruht auf einer Figur des Mose, der eine Tafel mit den Zehn Geboten trägt. Den Schalldeckel krönt eine Figur des Johannes der Täufer.

#### Orgel
Im Jahre 1862 erhielt die Kirche eine neue Orgel. Sie wurde von der Orgelwerkstatt Terletzki unter Verwendung vorhandener älterer Teile angefertigt und verfügte über zwei Manuale, Pedal sowie 19 Register. 1930 erhielt sie einen elektrischen Motor. Das gesamte Instrument wurde bei dem Brand am 10. Oktober 1970 ein Raub der Flammen. Am 27. Oktober 2007 erst konnte es ein aus Deutschland überbrachtes Instrument ersetzen. Es war eine Spende von Helmut Tuttas, der auch den Abbau in Deutschland und den Wiederaufbau in Szczytno finanzierte.

### Glocken
Die jetzigen drei Glocken wurden 1921 von Ulrich & Weule gegossen. Zwei frühere und wohl im Ersten Weltkrieg für militärische Zwecke eingeschmolzene Glocken verzeichneten die Gussjahreszahlen 1819 und 1859. Eine dritte Glocke kam seinerzeit vom Ortelsburger Schlossturm in die Kirche, sie wurde allerdings aus Klanggründen 1856 von der Glockengießerei Groß in Königsberg (Preußen) umgegossen. 1876 musste diese Maßnahme wiederholt werden. Auch diese Glocke wurde wohl für Kriegszwecke abgegeben.

### Uhrwerk
In der obersten Etage des Turms befindet sich ein altes Uhrwerk, das aber nicht mehr in Betrieb ist. Es stammt aus dem Turm des alten Schlosses und wurde 1902, als der Turm der alten Burg abgerissen wurde, hier im Kirchturm installiert.

## Kirchengemeinde

### Kirchengeschichte
Das Gründungsdatum der Kirche in Ortelsburg ist nicht bekannt. Es könnte bereits im 13. Jahrhundert liegen. Am 30. November 1402 soll der erste urkundlich bestätigte Gottesdienst in der Schlosskapelle gefeiert worden sein. In den Jahren 1485 oder/und 1493 wurde ein Pfarrer in Ortelsburg genannt. Die Kirche gehörte zum Archipresbyterat Bischofsburg (heute polnisch Biskupiec).
Mit Einführung der Reformation trat 1525 der erste evangelische Geistliche in Ortelsburg seinen Dienst an. Damals waren die Kirchen Schöndamerau (polnisch Trelkowo) und Mensguth (Dźwierzuty) mitzuversorgen.
Ortelsburg war bis 1945 Sitz des Superintendenturbezirks Ortelsburg innerhalb des Kirchenkreises Ortelsburg in der Kirchenprovinz Ostpreußen der Kirche der Altpreußischen Union. Das Kirchspiel der Pfarrei in Ortelsburg zählte 1925 mehr als 12.000 Gemeindeglieder, die in mehr als zwanzig Dörfern und Ortschaften wohnten. Sie wurden in den Jahren vor 1945 von drei Pfarrern und zusätzlich eingesetzten Hilfspredigern betreut.
Die Gottesdienste in Ortelsburg wurden bis in das 20. Jahrhundert hinein in deutscher und masurischer bzw. polnischer Sprache gehalten.
Heute ist Szczytno wieder Sitz einer Pfarrei. Ihr ist jetzt die Filialkirche Rańsk (Rheinswein) zugeordnet. Sie gehört zur Diözese Masuren der Evangelisch-Augsburgischen Kirche in Polen.

### Kirchspielorte (bis 1945)
Zum Kirchspiel Ortelsburg gehörten bis 1945 die Dörfer, Orte und Wohnplätze:
| Deutscher Name                    | Polnischer Name    |  | Deutscher Name                                          | Polnischer Name |
| --------------------------------- | ------------------ |  | ------------------------------------------------------- | --------------- |
| Achodden 1938–1945: Neuvölklingen | Ochódno            |  | (Neu) Gisöwen                                           | Nowe Gizewo     |
| Eichthal                          | Dębówko            |  | Ortelsburg                                              | Szczytno        |
| Freudenberg                       | Radosna Góra       |  | Prussowborrek 1932–1945: Preußenwalde                   | Prusowy Borek   |
| * Hamerudau                       | Rudka              |  | * Romahnen                                              | Romany          |
| Johannisthal                      | Janowo             |  | Reußwalde                                               | Ruski Bór       |
| * Kaspersguth                     | Kaspry             |  | * Schodmack 1938–1945: Wiesendorf                       | Siódmak         |
| Korpellen bis 1928: Corpellen     | Korpele            |  | * Seedanzig                                             | Sędańsk         |
| * Lehmanen                        | Lemany             |  | Seelonken                                               | Zielonka        |
| Lentzienen                        | Wólka Szczycieńska |  | Ulonskofen 1938–1945: Schobendorf                       | Piece           |
| Lipnik 1938–1945: Jägerforst      | Lipnik             |  | Waldpusch                                               | Wałpusz         |
| Maldanietz 1938–1945: Maldanen    | Małdaniec          |  | * Worfengrund                                           | Czarkowy Grąd   |
| Mittenwalde                       | Łęg Leśny          |  | * Zielonken 1912–1938: Seelonken, 1938–1945: Ulrichssee | Zielonka        |

### Pfarrer
Als Pfarrer – ab 1525 als evangelische Pfarrer – amtierten an der Kirche zu Ortelsburg/Szczytno:
- Nikolaus von Rzekwuye, 1485–1515[8]
- Albrecht, 1516–1525 (?)
- Stephan, 1525 (?)–1538[9]
- Stanislaus, 1538–1543
- Nikolaus Glitzner, 1550–1553
- Bartholomäus Lupienski, 1558
- Georg Sonnerus, 1567
- Christoph Lichtenstein, 1674–1627
- Andreas Meier, 1631–1658
- Andreas Bock, 1658–1679
- Christian Böttcher, 1679–1702
- Christ. Alb. Willudowius, 1702–1723
- Georg Lehmann, 1723–1746
- Andreas Konieczka, 1740–1746
- Matthias Rogowski, 1744–1780[10]
- Christ. Friedr. Krupinski, 1780–1815[10]
- Ernst Chr. Fr. Krupinski, 1812–1816
- Paul Sonnenberg, 1816–1819
- Daniel Wlotzka, 1819–1826
- Matth. Gottl. Nikolaiski, 1826–1846
- Johann Jacob Paulini, 1847–1856
- Otto Hartmann Czygan, 1848–1853[11]
- Adam Krolczyk, 1853–1855
- Christian Ludwig Bolle, 1856–1864
- Friedrich Otto Herm. Gerß, 1864–1868
- Karl August Bercio, 1868–1903[10]
- Hermann Michael Zabawa, ab 1870
- Franz Julius Thal, 1871–1873
- Moritz Adolf Otterski, 1874–1879
- Hermann Adolf Niklas, 1887–1891
- Hugo Otto Buchholtz, 1892–1895
- Paul Walter O. Brzezinski, 1896–1919
- Alex. Reinh. Th. Klatt, 1902–1903
- Otto Arthur Dignatz, 1903
- Karl Michael O. Mensing, 1903–1923[10]
- Benno Kaless, bis 1910
- Otto Jablonski, 1912–1913
- Kurt Stern, 1913–1914
- Fritz Schiweck, 1918
- Johannes Blum, 1919–1931
- Erich Schneider, 1922–1945
- Wilhelm Hugo Kurt Korn, 1923–1930[10]
- Ernst Stern, 1930–1945[10]
- Heinrich Will, 1932–1935
- Albert Koßmann, 1936–1945
- Jerzy Sachs, 1945–1951
- Alfred Jagucki, 1951–1963
- Henryk Ćmok, 1964–1970
- Pawel Kubiczek, 1970–1991
- Alfred Tschirnitz, 1991–2011
- Szymon Czembor, 2012–2013
- Alfred Borski, 2013–2018
- Witold Twardzik, 2018–2019
- Adrian Lazar, seit 2019